# Tamarix africana
- Commons
- Wikispecies

Tamarix africana, conhecida vulgarmente como tamariz, tamarga, tramaga, tamargueira e tramagueira, é uma árvore ou arbusto da família das tamaricáceas, nativo do Norte de África e sudoeste da Europa, de folhas ovais, flores pequenas e sementes pequenas e com pelos no ápice.

## Etimologia
"Tamarga" e "tramaga" vêm do termo latino tamarica.